# Władimir Serbski

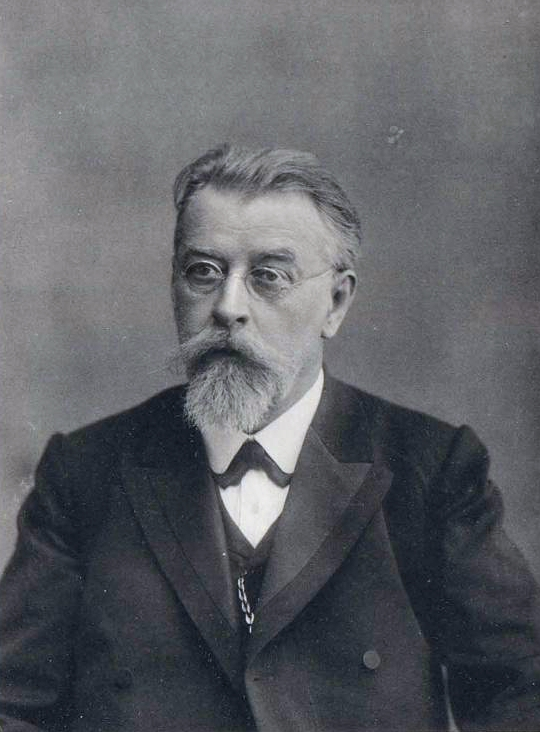
Władimir Pietrowicz Serbski

Władimir Pietrowicz Serbski (ros. Владимир Петрович Сербский, ur. 26 lutego/14 lutego ss 1858 w Bogorodsku, zm. 18 kwietnia/5 kwietnia ss 1917 w Moskwie) – rosyjski lekarz psychiatra, jeden z głównych twórców nowoczesnej psychiatrii sądowej w Rosji. Jego imię w 1921 roku przyjął Centralny Instytut Psychiatrii w Moskwie (obecnie Moskiewski Instytut Psychiatrii Społecznej i Sądowej im. Władimira Serbskiego).

## Życiorys
Władimir Serbski był synem lekarza. W 1880 ukończył kierunek nauki przyrodnicze na wydziale fizyczno-matematycznym, a 3 lata później wydział medyczny Uniwersytetu Moskiewskiego. Naukę medycyny ukończył ze srebrnym medalem, a jego praca końcowa nosiła tytuł "Objawy kliniczne albuminirii". Następne 2 lata pracował w prywatnej klinice moskiewskiej (będącej własnością Marii F. Becker), zwanej z powodu lokalizacji "Szpitalem Krasnosielskim". Pracował tam w prężnej grupie młodych lekarzy-naukowców kierowanej przez Siergieja Korsakowa; w skład jej wchodzili m.in. Mikołaj Bażenow, Ardalion Tokarski i S. Uspienski. Od stycznia 1885 do września 1887 kierował szpitalem psychiatrycznym w Tambowie. W placówce tej wprowadził niezbyt rozpowszechnioną jeszcze wówczas zasadę normalnego karmienia i ubierania pacjentów, tak jak zdrowych ludzi. W tym czasie był kierowany przez władze guberni, przy wsparciu Medycznego Towarzystwa Naukowego na wyjazdy zagraniczne w celu inspekcji placówek psychiatrycznych oraz studiowania nowych kierunków w nauce. W roku 1885 odbył 55 takich wyjazdów - do Austrii, Szwajcarii, Francji i Niemiec. W Wiedniu pobierał nauki u neurologa Heinricha Obersteinera oraz neuropatologa i psychiatry Theodora Meynerta, którego to Serbski uważał za jednego za swoich najlepszych nauczycieli. W tym czasie też duży wpływ na Serbskiego miały koncepcje francuskich psychiatrów Bénédicta Augustina Morela i Valentina Magnana.
Następnie Serbski został wybrany adiunktem w nowo powstałej uniwersyteckiej Klinice Psychiatrii im. Abrama Morozowa. W 1890 roku w pracy Typy zaburzeń psychicznych, opisywane pod nazwą katatonii wykazał, że katatonia jest jedynie objawem, a nie samodzielną jednostką chorobową, oraz opisał jej związki z hebefrenią. Praca ta koncentrowała się także na badaniach nad wczesną demencją, splątaniem i "ostrą paranoicznoją", związaną z ostrymi atakami schizofrenii. W 1891 obronił pracę doktorską zatytułowaną Typy zaburzeń psychicznych, opisywane pod nazwą katatonii. Badania krytyczne i kliniczne. Korsakow w swojej opinii z 21 marca 1891 na temat tej pracy stwierdził, iż jest ona jedną z najlepszych w całej rosyjskiej literaturze psychiatrycznej. W 1892 Serbski otrzymał tytuł docenta.
W latach 1892–1900 był wykładowcą na kursie psychiatrii sądowej dla studentów prawa (był to pierwszy tego typu kurs w Rosji); kurs ten składał się z 2 części: prawodawstwo w zakresie pacjentów chorych psychicznie oraz psychiatria kliniczna. Był autorem dwutomowej Psychiatrii sądowej; pierwszy tom wydano w roku 1895/6, a drugi w 1900. Książka ta ze względu na dogłębność swych analiz cieszyła się olbrzymim powodzeniem wydawniczym. Następnie został wykładowcą psychiatrii na wydziale medycznym. W 1901 był jednym z założycieli "Dziennika neuropatologii i psychiatrii im. S. Korsakowa". W 1902 roku został profesorem nadzwyczajnym oraz kierownikiem uniwersyteckiej Kliniki Psychiatrii. Został również członkiem prezydium Towarzystwa Neuropatologów i Psychiatrów Uniwersytetu Moskiewskiego. Na II Krajowym Zjeździe Psychiatrów w Kijowie (w 1905) został wybrany jego przewodniczącym. W 1911 zrezygnował z pracy (wraz z ponad setką profesorów Uniwersytetu Moskierskiego) w proteście przeciw reakcyjnej polityce nowego ministra edukacji Lwa Kasso (tzw. sprawa Kasso). W tym samym roku na zjeździe rosyjskich psychiatrów i neuropatologów wygłosił płomienną mowę przeciw autokratyzmowi w Rosji. Mowa ta była główną przyczyną zamknięcia zjazdu przez władze, tym bardziej że Serbski zakpił z ministra używając francuskich słów "des cas sots" (fr. głupie przypadki) zamiast jego nazwiska. Choć po odejściu z kliniki unikał spraw publicznych, to w 1913 roku brał udział, jako specjalista, w tzw. procesie Bejlisa po stronie obrony. W ostatnim roku życia znalazł się Serbski w bardzo trudnej sytuacji materialnej. Zmarł w 1917 z powodu choroby nerek; tuż przed śmiercią planował powrót do macierzystej kliniki (podpisano już umowę o pracę i dostarczono zgodę z Petersburga).

## Dzieło i poglądy
Prof. Serbski 24 lata swojej kariery naukowej spędził w Moskwie, gdzie stworzył nieformalną instytucję tzw. "małych piątków", w trakcie których spotykali się i debatowali najwięksi moskiewscy psychiatrzy. Był zwolennikiem korzystania z psychoterapii, psychoanalizy i hipnozy w leczeniu wielu zaburzeń psychicznych (w szczególności zaś natręctw). Był jednym z głównych autorów prawa o niepoczytalności w sprawach sądowych i twórcą kryteriów braku odpowiedzialności karnej osób niepoczytalnych. Wbrew opinii większości psychiatrów przełomu XIX i XX wieku, sprzeciwiał się twierdzeniom o "ograniczonej poczytalności" wszystkich cierpiących na zaburzenia psychiczne, które to twierdzenie skutkowało karami więzienia dla osób niepoczytalnych. W ostatnich latach jego działalności naukowej jego opinię w tej sprawie podzielało już większość autorytetów w psychiatrii i został on usankcjonowany (choć często tylko formalnie) w prawie rosyjskim (oraz wpłynął na prawodawstwo innych krajów). Był również jednym z założycieli Rosyjskiego Związku Psychiatrów i Neuropatologów. Wielokrotnie wypowiadał się krytycznie o sytuacji społecznej w Imperium Rosyjskim i widział w niej jedną z przyczyn wysokiej częstości zaburzeń psychicznych. Był jednym z głównych założycieli rosyjskiej szkoły w psychiatrii, a jego uczniami byli m.in. Piotr Gannuszkin, Wiktor Osipow, Lew Rozensztejn i E.K. Kraspuszkjan. Uchodził za zaciętego krytyka koncepcji niemieckiego psychiatry Emila Kraepelina, twierdząc iż zaburzenia psychiczne stanowią continuum i trudno jest jasno oddzielić jedną chorobę od drugiej, a także podać jej rokowanie. Wiele prac Serbskiego było krytyką tez Kraepelina, co nie przeszkadzało mu uchodzić za jednego z największych znawców dorobku Niemca. Ze względu na drogę życiową oraz wkład w rosyjską psychiatrię jest często porównywany z francuskim psychiatrą Philippe'em Pinelem. Główne jego zainteresowania koncentrowały się wokół tematów: demencji (szczególnie wczesnej demencji), katatonii, halucynacji, chorób organicznych mózgu, psychoz organicznych, zespołu Korsakowa, form przejściowych między różnymi zaburzeniami psychicznymi i ostrej psychozy. Jego oryginalne wydanie "Psychiatrii sądowej" uchodzi za biały kruk w antykwarystyce literatury psychiatrycznej. Wiele z jego "analiz przypadków" do dziś daje się za wzór w metodologii badań naukowych w psychiatrii. Uchodził za wielkiego społecznika, doskonałego lekarza i erudytę. Znał kilka języków obcych.
Profesor Serbski uchodził za osobę niezwykle etyczną. Legendarna już niemal jest jego postawa wobec policji, której to funkcjonariuszom zakazywał wstępu do kierowanej przez siebie uniwersyteckiej kliniki psychiatrii. Gdy w sierpniu 1906 roku na jej terenie (w 1 sekcji jej chamowniczeskiej części) pojawił się oficer policji (z rozkazem od majora policji) w celu sprawdzenia, czy wśród pacjentów nie ukrywają się przestępcy, Serbski odmówił wykonania polecenia, twierdząc że taka inspekcja może źle wpłynąć na stan pacjentów. W owym czasie w Rosji było to zachowanie niezwykle odważne i ryzykowne. Policjant po rozmowie z przełożonym zażądał, by Serbski w ciągu pół godziny zmienił zdanie, gdyż w przeciwnym razie inspekcja zostanie przeprowadzona siłą. Profesor ponownie odmówił, a policjant zrezygnował. Po incydencie Serbski zgłosił zażalenie na komisariacie i zażądał postawienia zarówno oficera policji, jak i jego przełożonego przed sądem. Taka postawa wśród psychiatrów, nawet w krajach dużo bardziej demokratycznych niż Rosja, nie była spotykana.
Inna powszechnie znana w Rosji sytuacja, z którą związana była osoba Serbskiego, miała miejsce na początku 1907 roku, kiedy to w celi szpitala więziennego w Moskwie znaleziono ciało więźnia o nazwisku Schmidt. Był on oskarżony o udział i współorganizację grudniowych zamieszek w mieście. W trakcie jego procesu dokonano badań psychiatrycznych więźnia, w których uczestniczył Władimir Serbski. Psychiatrzy stwierdzili niepoczytalność Schmidta. Sąd jednak odrzucił opinię psychiatryczną. Wkrótce później nieobserwowany Schmidt rozbił szybę w oknie i odłamkiem szkła przeciął tętnicę szyjną popełniając samobójstwo. Wydarzenie to odbiło się echem w prasie rosyjskiej i w całym społeczeństwie, a sam Serbski na łamach gazety "Ruskije Wiedomosti" ostro skrytykował decyzję sędziów.
W tym samym roku Serbski uczestniczył w badaniu psychiatrycznym byłego deputowanego do I Dumy Państwowej Władimira Niedonoskowa, który oskarżony był o zabójstwo. Stwierdzono niepoczytalność podsądnego. Sąd kierując się prawdopodobnie wytycznymi rządu (Niedonoskow był zdecydowanym opozycjonistą) odrzucił badanie psychiatryczne i skazał Niedonoskowa na 4 lata więzienia. Serbski w wielu artykułach, zarówno w prasie ogólnej, jak i sądowniczej, wystąpił z ostrą krytyką działań wymiaru sprawiedliwości.
Gdy w roku 1905 wśród lekarzy rosyjskich pojawiła się rewolucyjna idea wspólnego, wieloosobowego zarządzania szpitalami, Serbski stał się nieprzejednanym jej wrogiem, mimo iż takie wytyczne podawały również kongresy rosyjskich psychiatrów. Argumentował swoje działania brakiem zaufania wobec części psychiatrów oraz popieraniem przez nich poglądów Emila Kraepelina. W październiku 1906 roku wydał w klinice rozporządzenie zakazujące podwładnym jakichkolwiek zmian w leczeniu pacjentów podczas swojej nieobecności. Wywołało to ostry sprzeciw personelu i odbiło się głośnym echem w prasie. Wówczas Serbski złożył do dziekana Dmitrija Zernowa skargę na pracowników, którzy domagali się współkierowania kliniką i przez kolejne 2 tygodnie nie pojawiał się w pracy. W grudniu sąd arbitrażowy nakazał wprowadzenie w klinice systemu współkierownictwa. Wyroku tego Serbski nie zaakceptował i rozpoczął zwalnianie nieposłusznych pracowników. W proteście przeciw temu, wielu innych lekarzy złożyło wypowiedzenia i na stałe opuściło szpital. Był wśród nich m.in. Piotr Gannuszkin. W późniejszym okresie Serbski sam przyznał, że popełnił błąd.
W trakcie całej swojej działalności naukowej i społecznej był wielki krytykiem władz państwowych i otwarcie wyrażał poglądy liberalne, a nawet socjalistyczne. W trakcie kijowskiego zjazdu psychiatrów w 1905 był jednym z autorów protestu przeciw autorytarnym metodom sprawowania władzy w Rosji. Tuż po zamieszkach w Moskwie z grudnia 1906 roku wywiesił na drzwiach swojego mieszkania informację, iż nie będzie traktował żandarmów i policjantów jak swoich pacjentów. Zawsze stał na straży autonomii wyższych uczelni i gdy ta została zmniejszona przez ministra Kasso, stwierdził, że jako naukowiec i lekarz nie może dłużej pracować dla państwa.

## Wybrane prace
- "Отчет об осмотре психиатрических заведений в Австрии, Швейцарии, Франции, Германии и России, представленный тамбовской губернской земской управе" (Tambow, 1886);
- "Отчет о состоянии лечебницы для душевнобольных при тамбовской земской больнице" (1886);
- "Формы психического расстройства, описываемые под именем кататонии" (М.,1890);
- "Об острых формах умопомешательства" ("Медицинское Обозрение", 1891, Nr 3);
- "Обзор отчетов о состоянии заведений для душевнобольных в России за 1890 - 1900 годы" ("Медицинское Обозрение", lata 1893 - 1902);
- "По поводу проекта организации земского попечения о душевнобольных московского губернского земства" (М., 1893);
- "Преподавание психиатрии для юристов" ("Сборник Правоведения", 1893);
- "О судебно-психиатрической экспертизе" ("Труды V съезда Общества Русских Врачей в память Н.И. Пирогова");
- "Psychiatria sądowa", ros. "Судебная психопатология" (tom I i II, Moskwa, 1896 - 1900);
- "Об условиях помещения душевнобольных, совершивших преступления, в психиатрические больницы по определению суда и освобождения их. Международный союз криминалистов. Русская группа" ("Журнал Министерства Юстиции", luty 1901);
- "К вопросу о раннем слабоумии (Dementia praecox)" ("Журнал имени С.С. Корсакова", tom 1 - 2, 1902);
- On the Question of Dementia Praecox. Journal of mental pathology 1-2, 1901/1902
- "Продолжительность, течение и исходы душевных болезней" (ib., 1906, tom 3);
- "Распознавание душевных болезней" (ib., 1906, tom 4 i 5);
- "Руководство к изучению душевных болезней" (М., 1906).
- "Краткая терапия душевных болезней" (2 publ., М., 1911);
- "Психиатрия" (4 publ., М., 1912).